# Denver Broncos 1970
La stagione 1970 dei Denver Broncos è stata la prima della franchigia nella National Football League dopo la fusione AFL-NFL, la 11ª complessiva e la quarta con Lou Saban come capo-allenatore. I Broncos replicarono il bilancio dell'anno precedente con 5 vittorie, 8 sconfitte e un pareggio, piazzandosi ultimi nella nuova AFC West division. Floyd Little divenne il primo giocatore a guidare la propria conference in yard corse per una franchigia terminata all'ultimo posto.

## Calendario
| Stagione regolare |                        |           |                                 |        |
| Turno             | Avversario             | Risultato | Stadio                          | Record |
| 1                 | at Buffalo Bills       | V 25–10   | War Memorial Stadium            | 1–0    |
| 2                 | Pittsburgh Steelers    | V 16–13   | Mile High Stadium               | 2–0    |
| 3                 | Kansas City Chiefs     | V 26–13   | Mile High Stadium               | 3–0    |
| 4                 | at Oakland Raiders     | S 23–35   | Oakland–Alameda County Coliseum | 3–1    |
| 5                 | Atlanta Falcons        | V 24–10   | Mile High Stadium               | 4–1    |
| 6                 | at San Francisco 49ers | S 14–19   | Kezar Stadium                   | 4–2    |
| 7                 | Washington Redskins    | S 3–19    | Mile High Stadium               | 4–3    |
| 8                 | at San Diego Chargers  | S 21–24   | San Diego Stadium               | 4–4    |
| 9                 | Oakland Raiders        | S 19–24   | Mile High Stadium               | 4–5    |
| 10                | at New Orleans Saints  | V 31–6    | Tulane Stadium                  | 5–5    |
| 11                | Houston Oilers         | S 21–31   | Astrodome                       | 5–6    |
| 12                | at Kansas City Chiefs  | S 0–16    | Municipal Stadium               | 5–7    |
| 13                | San Diego Chargers     | P 17–17   | Mile High Stadium               | 5–7–1  |
| 14                | Cleveland Browns       | S 13–27   | Mile High Stadium               | 5–8–1  |

## Classifiche
| AFC West           | AFC West | AFC West | AFC West | AFC West | AFC West | AFC West | AFC West | AFC West | AFC West |
|                    | V        | S        | P        | %        | DIV      | CONF     | PF       | PS       | Str.     |
| ------------------ | -------- | -------- | -------- | -------- | -------- | -------- | -------- | -------- | -------- |
| Oakland Raiders    | 8        | 4        | 2        | .667     | 4–0–2    | 7–2–2    | 300      | 293      | S1       |
| Kansas City Chiefs | 7        | 5        | 2        | .583     | 2–3–1    | 7–3–1    | 272      | 244      | S2       |
| San Diego Chargers | 5        | 6        | 3        | .455     | 2–2–2    | 4–4–3    | 282      | 278      | V1       |
| Denver Broncos     | 5        | 8        | 1        | .385     | 1–4–1    | 3–6–1    | 253      | 264      | S1       |

Nota: I pareggi non venivano conteggiati ai fini della classifica fino al 1972.